# مونيكا إزميرالدا ليون
مونيكا إزميرالدا ليون (بالإسبانية: Mónica Esmeralda León)‏ هي منتجة أفلام ومخرجة وممثلة مكسيكية، ولدت في 20 يوليو 1991 بميتشواكان في المكسيك. من الجوائز التي نالتها Bel Air Film Festival ‏ سنة 2014.

## جوائز وترشيحات
جوائز
- Bel Air Film Festival [الإنجليزية]‏ (2014)

ترشيحات
- Best Director [الإنجليزية]‏ (2014)

## وصلات خارجية
- مونيكا إزميرالدا ليون على موقع IMDb (الإنجليزية)
- مونيكا إزميرالدا ليون على موقع روتن توميتوز (الإنجليزية)
- مونيكا إزميرالدا ليون على موقع أول موفي (الإنجليزية)